# 6 Canum Venaticorum
6 Canum Venaticorum este o stea din constelația Câinilor de Vânătoare.